# Aradoidea
Aradoidea é a superfamília mais basal da infraordem Pentatomomorpha. o grupo é composto por duas famílias: Aradidae e Termitaphididae. Ambas as famílias são micetofágos.